# Okresní soud

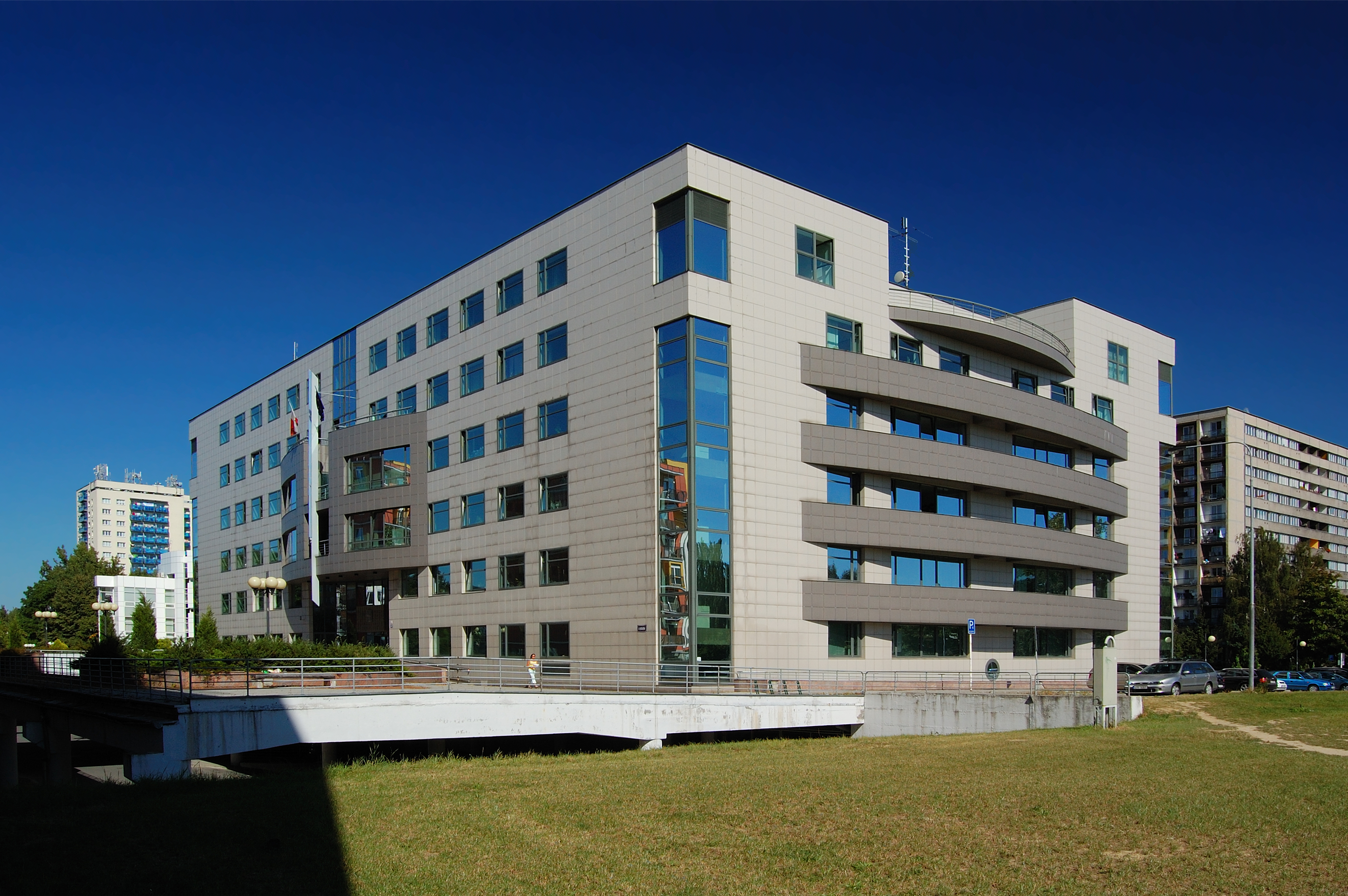
Budova Okresního soudu v Ostravě

Okresní soudy jsou základním článkem soustavy obecných soudů nejen České republiky, ale např. i Rakouska (Bezirksgericht).
V České republice je vymezení jejich soudních obvodů odvozeno od okresů a pražských obvodů územního členění státu, ale od roku 2005 se od nich hranicemi mírně odlišuje, byť počet a sídla zůstaly zachovány. Existuje tak celkem 86 okresních soudů. 75 jich je označeno klasicky, v Praze vykonává působnost okresních soudů 10 obvodních soudů (pro Prahu 1 až 10) a na území města Brna městský soud (Ústava je v čl. 91 odst. 1 počítá mezi okresní soudy, ale zmocňuje zákon, že může dát soudům jiné označení; tímto zákonem je zákon o soudech a soudcích, který stanoví jejich názvy a územní i věcnou působnost). Navíc existují i tři pobočky okresních soudů, v Havířově (Okresní soud v Karviné), v Krnově (Okresní soud v Bruntále) a ve Valašském Meziříčí (Okresní soud ve Vsetíně).

## Historie
Okresní soudy vznikly v Rakousku v roce 1850 jako nejnižší obecné soudy (v sídlech nejvýznamnějších okresních soudů nebo v sídlech krajských soudů vykonávaly důležitější trestní agendu zvláštní „okresní soudy sborové“), po pěti letech však byla soudní moc v souvislosti s nástupem neoabsolutismu omezena, což se na okresní úrovni projevilo tím způsobem, že soudy byly sloučeny se správními úřady do smíšených okresních úřadů. Výjimkou byly tzv. „městské delegované okresní soudy“ (städtisch-delegierte Bezirksgerichte, po roce 1898 „okresní soudy městské“) v sídlech všech krajských soudů a několik málo ponechaných původních okresních soudů v Čechách. Definitivně se osamostatnily v roce 1868 a od té doby působí bez přerušení až do současnosti jako základní článek obecné soudní soustavy. Do roku 1948 fungovaly v územních obvodech nazývaných soudní okresy, které byly výrazně menší než tehdejší a dnešní politické okresy. Také jejich počet byl vyšší, zpočátku jich v českých zemích bylo celkem 310, postupně přibylo dalších třicet. Rozhodovaly ale jen v základních civilních a trestních věcech, a to zásadně samosoudcem (u menších z nich byl zpravidla jen jeden soudce, který zároveň plnil funkce přednosty soudu). Pro komplikovanější soudní agendu byly příslušné „sborové soudy první stolice“, tedy krajské soudy.
Tak tomu bylo až do roku 1949, kdy byla provedena zásadní reforma. Soudní obvody byly navázány na obvody okresních národních výborů, mezi roky 1952 až 1961 se navíc okresní soudy nazývaly „lidové soudy“. Vzhledem k tomu jejich počet radikálně klesl, což se ještě více projevilo po správní reformě v roce 1960 (od této doby se také pražské okresní soudy označují jako soudy obvodní). Naopak se ale rozšířila jejich pravomoc, rozhodovaly v zásadě již o všech tehdejších soudních agendách v prvním stupni a krajské soudy fungovaly víceméně jen jako soudy odvolací. V důsledku tohoto zjednodušení soudní soustavy (navíc byly zrušeny vrchní soudy) okresní soudy také významně personálně posílily. Tento stav byl po roce 1989 zachován, některé z nich tak mají i několik desítek soudců, jiné jsou naopak velmi malé. Složitější soudní agenda však byla přesunuta opět na krajské soudy, jejichž odvolacími soudy se staly obnovené soudy vrchní, a také územní působnost okresních soudů je od roku 2002 určena již samostatně zákonem o soudech a soudcích, čímž se soudní obvody staly samostatnou kategorií vymezené působnosti státních orgánů. Navíc se od roku 2005 začaly v některých případech od vymezení okresů lišit, výrazně se pak odchýlily od 1. ledna 2007, kdy hranice okresů byly přizpůsobeny správní reformě a správním obvodům obcí s rozšířenou působností, zatímco soudní obvody okresních soudů zůstaly nezměněny, neboť zákon o soudech a soudcích novelizován nebyl.

## Agenda a související instituce
Rozhodují v občanskoprávním řízení i v trestním řízení jako soudy prvního stupně téměř vždy, tedy všude tam, kde daná agenda není přímo svěřena krajským soudům (např. rozhodování v některých věcech obchodních korporací, duševního vlastnictví a nekalé soutěže nebo o nejzávažnějších trestných činech). Krajské soudy pak také rozhodují o odvoláních proti rozhodnutím okresních soudů.
V obvodech všech okresních soudů působí okresní státní zastupitelství, a to v pozici veřejné žaloby, neboť k soudu podávají obžalobu nebo návrh na potrestání a poté v trestním řízení před soudem zastupují stát. Mohou vstoupit i do některých nesporných občanskoprávních řízení, kde také zastupují veřejný zájem.
V jejich obvodech také působí ministrem spravedlnosti jmenovaní notáři, kteří jsou okresními soudy pověřováni jako tzv. soudní komisaři prováděním úkonů v pozůstalostním řízení v případě zůstavitelů, kteří zemřeli v daném soudním obvodu.
Nakonec zde působí i ministrem spravedlnosti jmenovaní soudní exekutoři, kteří jsou určeni k provádění exekucí, přičemž okresní soud jako exekuční soud je pouze funkčně příslušný k nařízení exekuce proti dlužníkům v jeho obvodu a naopak soudní exekutor může provádět exekuci na celém území České republiky bez ohledu na to, v obvodu kterého okresního soudu má sídlo jeho exekutorský úřad.